# Cueva de El Sidrón
La cueva de El Sidrón, situada en el concejo de Piloña, es la cavidad asturiana más grande de conglomerados terciarios; sirve de refugio a cinco especies de quirópteros y cuenta con dos nuevas especies de coleópteros. La cavidad posee, asimismo, un yacimiento prehistórico con algunas pinturas rupestres (varios signos de color rojo) y se ha encontrado material fósil de neandertal.
Está declarado como «Lugar de interés geológico español de relevancia internacional» (Geosite) por el Instituto Geológico y Minero de España, con la denominación «VP001: Cueva de El Sidrón», dentro de la categoría «yacimientos de vertebrados del Plioceno-Pleistoceno español». En 2022 fue considerado por la National Geographic Society como uno de los 17 yacimientos paleontológicos más importantes de la península ibérica.

## Descripción
La longitud total de este enorme complejo es de aproximadamente 3700 m (12 139,1 pies), que contiene una sala central de 200 m (656,2 pies) de longitud y el yacimiento de fósiles neandertales, llamado Galería de Ossuary, que tiene 28 m (91,9 pies) de longitud y 12 m (39,4 pies) de anchura.
En 1994, se encontraron accidentalmente restos humanos en la cueva. Inicialmente se sospechó que eran de la guerra civil española porque los combatientes republicanos solían esconderse allí; sin embargo, análisis posteriores muestran que los restos pertenecen en realidad a neandertales.

### Galería del Osario
La principal galería de interés en la cueva de Sidrón es la Galería del Osario, donde se encontraron los restos de varios neandertales. La Galería del Osario fue excavada entre 2000 y 2013. Los restos neandertales se recuperaron todos en un único estrato, el Estrato III.
El conjunto arqueológico asociado consiste en 53 herramientas de piedra; los huesos no humanos son muy escasos. La única otra especie presente de tamaño similar es el ciervo rojo. También se encontraron restos de algunos pequeños mamíferos y gasterópodos.

## Paleoantropología y arqueología
Está ubicada en el concejo de Piloña, en Vallobal, cerca del pueblo llamado Borines. En marzo de  1994, Carlos Armando, Juan José y Francisco Javier del Río, espeleólogos gijoneses que exploraban una de las galerías de la cueva encontraron los primeros restos humanos, que resultaron ser de neandertales de unos cuarenta y nueve mil años de antigüedad de media, y recibieron el nombre popular de hombre de Sidrón. Se ha encontrado gran cantidad de material lítico y óseo. Los primeros restos encontrados fueron una mandíbula completa, una hemimandíbula, y una serie de restos que son fragmentos de distintas partes del cuerpo de distintos individuos. También se encontraron abundantes piezas dentales.
Gracias al método de datación carbono-14, que mide la antigüedad del carbono presente en un objeto y a la utilización de dos diferentes laboratorios: el Laboratorio de Ciencias del Clima y del Medioambiente francés (LSCE, por sus siglas originales) y la Unidad de Acelerador de Radiocarbono de Oxford (ORAU), los investigadores situaron a los neandertales de El Sidrón hace 49 000 años. La nueva datación de carbono-14 fue precedida por un tratamiento muy sofisticado de ultrafiltración para reducir al máximo la contaminación. El resultado reveló que los restos tenían entre 35 200 y 51 800 años de antigüedad. Se realizó una media ponderada de ese dato y los obtenidos en la laboratorio francés y se estimó que los restos tenían alrededor de 49 000 años.
Del análisis de los restos de huesos, los científicos sostienen que esos restos representaban a nueve individuos: a un bebé de unos dos años, a un niño, dos adolescentes y a cinco adultos.
Hasta la fecha, la cueva de El Sidrón, ha aportado unos 1400 fragmentos óseos, entre huesos y dientes, además de industria lítica y restos de animales.

## Hallazgos neandertales
Los investigadores recuperaron más de 2.500 elementos fósiles de homínidos en el yacimiento. El número mínimo de individuos de la Cueva del Sidrón es de 13. La edad de estos restos de tres hombres, tres adolescentes, cuatro mujeres y tres infantes se ha estimado en unos 49 000 años.
El hecho de que los huesos estén excelentemente conservados, con una erosión muy limitada y sin marcas de dientes de grandes carnívoros, y la inusual deposición de los huesos, mezclados en un amasijo de grava y barro, sugiere que estos neandertales no murieron en este lugar, sino en una localización exterior. Una serie de escenarios de cómo estos "miembros de una familia extendida" podrían haber terminado en un espacio del tamaño de una habitación 6 m² (7,2 yd²), apodado el Túnel de los Huesos incluyó la inundación, el colapso de la cueva, y la eliminación por parte de caníbales. Las pruebas de canibalismo incluyen "la presencia de marcas de corte, escamas, picaduras de percusión, cicatrices concoides y escamas adheridas". Existe la proyección de que se dejaron caer en la cueva en un solo evento a través de un colapso de las fisuras cercanas por encima del sitio o, por la afluencia de agua de la tormenta.

## Material genético neandertal
La importancia de esta cueva también radica por haber aportado material fósil del Neandertal de muy buena calidad. De él se ha secuenciado ADN mitocondrial.
En un estudio de 2010 realizado a ADN obtenido de los huesos de esta cueva y otras tres de Europa se ha publicado la hipótesis de la compartición de material genético entre neandertales y humanos euroasiáticos actuales.

### Muestras
| Número de laboratorio | Material               | Edad normalizada | Estrato                |
| --------------------- | ---------------------- | ---------------- | ---------------------- |
| OxA-21776             | hueso                  | 48400 ± 3200     | Galería del Osario III |
| Beta-192065           | diente SID-19          | 40840 ± 1200     | Galería del Osario III |
| GifA-99704            | Hueso homínido SID-00B | 49200 ± 2500     | Galería del Osario III |
| Beta-192066           | Hueso homínido SID-20  | 37300 ± 830      | Galería del Osario III |

Source: